# Gerhard Winkler (compositeur)
Pour les articles homonymes, voir Winkler et Gerhard Winkler.
Ne doit pas être confondu avec Gerhard Winkler (épigraphiste).

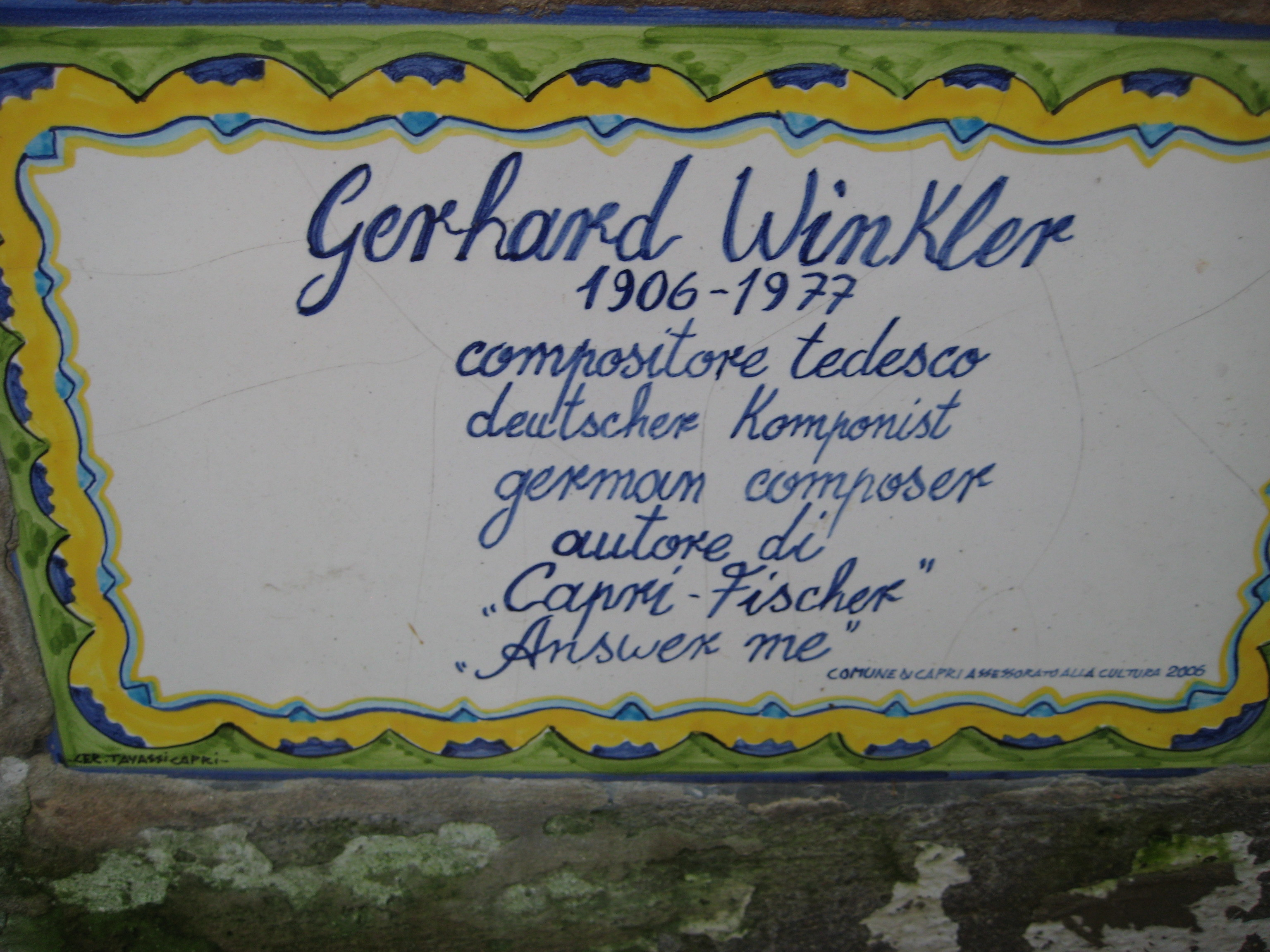
A Capri, plaque commémorant le compositeur de Capri-Fischer

Gerhard Winkler, né le 12 septembre 1906 à Rixdorf, dans la province de Brandebourg et décédé le 25 septembre 1977 à Kempten (Allgäu), en Bavière, est un compositeur allemand de musique légère. 

## Biographie
Winkler naît à la périphérie de Berlin, à Rixdorf (aujourd'hui quartier de Berlin-Neukölln). Il est le fils de Franz Winkler, serrurier originaire de Silésie, et de son épouse Emma. À l'âge de dix ans, il chante comme soprano dans la chorale de la Neuköllner Christuskirche, puis à la Cour royale et dans le chœur de la cathédrale. Sa première composition, la chanson An meinen Buchfinken date de 1913. En 1922, il entre au conservatoire pour y étudier le piano et le violon ainsi que la composition et théorie musicale. Lors d'un concert de l'école en 1923, on joue sa suite  Im Maien. Après des apparitions en tant que pianiste, Winkler se fait connaître, à partir de 1936 comme compositeur de chansons populaires, de musique de salon et de film. En 1943, il devient célèbre avec la chanson Capri-Fischer.
Après la Seconde Guerre mondiale, il compose des opérettes. Elles sont dirigées par le chef d'orchestre de la Westdeutscher Rundfunk, Franz Marszalek. On peut le considérer comme le compositeur de musique populaire le plus influent de l'après-guerre en Allemagne. Avec plus de 1 000 opus il est un des compositeurs les plus prolifiques de son époque. Pendant plus de 20 ans, il fait partie, à divers titres, de la GEMA.
Gerhard Winkler se marie deux fois. Son fils Hans Andreas Winkler (né le 22 juillet 1952 à Neuhaus am Schliersee (de)) gère aujourd'hui à Potsdam les archives musicales de son père.
Winkler vit la plupart du temps à Berlin, mais de 1961 à 1966, il a comme résidence d'été une villa à Morcote dans le Tessin (Suisse). En 1969, Gerhard Winkler vend sa maison de Berlin et s'installe en Suisse, près de Zurich, à Zollikon. Il a, depuis 1970, une seconde maison à Munich. En 1976, Gerhard Winkler acquiert une maison de vacances à Kempten. Il y meurt de pneumonie en 1977.

## Œuvres principales

### Chansons
- 1936: O mia bella Napoli
- 1940: Chianti-Lied (Texte de Ralph Maria Siegel)
- 1943: Die Capri-Fischer'' (Texte de R.M. Siegel)
- 1952: Schütt die Sorgen in ein Gläschen Wein
- 1952: Mütterlein (Texte de Fred Rauch)
- Frühling in Sorrent (Texte de Ralph Maria Siegel); Schützenliesel (sous le pseudonyme Ben Bern; texte de F. Rauch et Fini Busch); Wenn in Florenz die Rosen blühn (Texte  de R. M. Siegel), etc.

### Opérettes
- 1946: Herzkönig
- 1950: Premiere in Mailand
- 1957: Die ideale Geliebte
- 1960: Der Fürst von Monterosso

### Musique de scène
- 1959: Drei Mädchen im Bikini
- 1964: Blütenkind im Schnee

### Musique de film
- 1934: Meine Frau, die Schützenkönigin
- 1953: Südliche Nächte
- 1956: Die Rosel vom Schwarzwald
- 1956: La Voix que j'aime (de)
- 1956: Schwarzwaldmelodie
- 1958: Schwarzwälder Kirsch
- 1965: …und sowas muß um 8 ins Bett
- 1969: Klein Erna auf dem Jungfernstieg

### Musique instrumentale
- 1961: Starfighter-Marsch
- Suites d'orchestre An der blauen Adria, Kleine Harzer Suite

## Source de traduction
- (de) Cet article est partiellement ou en totalité issu de l’article de Wikipédia en allemand intitulé « Gerhard Winkler (Komponist) » (voir la liste des auteurs).

- Notices d'autorité :   - VIAF
  - ISNI
  - BnF (données)
  - IdRef
  - LCCN
  - GND
  - Italie
  - Espagne
  - Belgique
  - Pays-Bas
  - Pologne
  - NUKAT
  - Catalogne
  - Tchéquie
  - Lettonie
  - WorldCat